# Khabbab ibn al-Aratt
Khabbab ibn al-Aratt (àrab: خباب بن الأرت, Ḫabbāb ibn al-Aratt) fou un company del profeta Muhàmmad. Fou un dels primers a convertir-se a l'islam (el sisè o setè, segons la tradició).
Va morir en una data incerta entre el 657 i el 679, quan tenia 63 o 73 anys. Va deixar una herència de 40.000 dírhams, la qual cosa indica que era ric. Fou enterrat a l'exterior de Kufa, seguint les seves indicacions.